# Rodolit
Rodolit (ang. rhodolith, ewent. rhodolit) – skała osadowa zbudowana z subsferycznych elementów osadu o gładkiej lub guzkowatej powierzchni, rodoidów (ang. rhodoid), będących ziarnami (lub bułami glonowymi, guzkami lub guzłami glonowymi, ang. calcareous algal nodules, analogicznymi do onkoidów i ooidów) obrośniętymi przez glony inkrustacyjne (zwykle krasnorosty).